# Express (паром)
Express (недоступная ссылка) (первоначальное название Catalonia) — трёхпалубный скоростной пассажирский и автомобильный паром-катамаран. Регистровый тоннаж 5902 тонны, длина 91 метр, максимальная скорость 48 узлов. В 1998 году установил новый рекорд скорости пересечения Атлантики, который вскоре был побит однотипным судном. Является первым в истории пассажирским судном, прошедшим более 1000 морских миль за сутки.

## Рекорды скорости
Во время порожнего перехода к месту постоянной эксплуатации, 9 июня 1998 года, Express (в то время носивший название Catalonia) установил новый рекорд скорости пересечения Атлантики и получил переходящий приз «Голубая лента Атлантики», который до этого принадлежал другому судну, сошедшему с верфи «Incat» — Hoverspeed Great Britain.  Express проделал путь в 3 125 морских миль из Манхэттена в Тарифу за 3 дня 9 часов 55 минут. Средняя скорость хода составила в 38,85 узла (72 км/ч).
Во время этого плавания паром также стал первым пассажирским судном, покрывшим более 1 000 морских миль (1 852 км) за 24 часа. Пройдя 1 018 миль за сутки, судно побило предыдущий рекорд в 868 миль за сутки, поставленный трансатлантическим лайнером SS United States в 1952 году.
В следующем месяце оба рекорда были побиты однотипным паромом HSC Fjord Cat.

## История эксплуатации

### Маршруты по Средиземному морю
После пересечения Атлантического океана паром был переименован в Catalonia L и стал обслуживать маршрут между Барселоной и Пальмой (остров Мальорка), а затем между Сеутой, Малагой и Альхесирасом.

### Маршруты через Ла Манш
В 2000 году паром был зафрахтован компанией «P&O Portsmouth» для обслуживания маршрута между Портсмутом и Шербуром. Он получил маркетинговое название Portsmouth Express, хотя его официальным названием осталось Catalonia.
Во время летних сезонов 2000—2002 годов Portsmouth Express испытывал многочисленные технические неполадки, зачастую приводившие к тому, что судно не могло идти с четырьмя работающими машинами.
В 2002 году рыночное название судна было изменено на Express после того, как компания P&O Portsmouth стала частью P&O Ferries. В ноябре 2003 года судно было официально переименовано в Express. В октябре 2004 года паром совершил последнее плавание по маршруту Портсмут — Шербур и был передан компании «A&P Birkenhead».

### Маршруты по Ирландскому морю
С 2005 года Express обслуживал маршруты «P&O Irish Sea» из Ларна (Северная Ирландия) в Кэрнрайан и Трун (Шотландия), иногда дополнительно принимая участие в обслуживании маршрута Ларн — Дуглас. В 2013 году интерьеры судна были обновлены на общую сумму в 500 000 фунтов. В сентябре 2015 года паром совершил последний рейс по маршруту Ларн — Трун. Зимой 2016 года маршрут был официально закрыт.

### Маршруты по Балтике
В летний период 2016 года эксплуатировался компанией Gotlandsbåten и совершал регулярные рейсы между островом Готланд и материковой частью Швеции.
17 февраля 2016 года финская паромная компания Viking Line объявила о чартере HSC Express на период с 10.04.2017 по 22.10.2017 и запуске этого парома на маршруте между Хельсинки и Таллином. Паром был отремонтирован, интерьеры частично обновлены, корпус перекрашен в фирменные цвета Viking Line. Судно получило новое маркетинговое название — «Viking FSTR» (сокращение от «Faster» — быстрее). Название было выбрано по аналогии с обозначением другого парома Viking Line — Viking XPRS, который также курсирует по этому маршруту.